# Сифонални ступањ организације
Сифонални ступањ организације својствен је малом броју родова жутозелених и зелених алги. Ове алге увек имају једноћелијски талус иако он може бити прилично крупан и морфолошки диференциран. Он може бити кончаст, мехураст или чак сложене кормоидне грађе. Попречни зидови могу настати само при повредама или приликом размножавања, али не код свих врста. Цитоплазма се налази уз ћелијски зид и садржи већи број једара.
О настанку оваквог ступња организације алги, постоје два мишљења. По једном, он је настао редукцијом грађе кончастих алги, а по другом усложњавањем кокоидног ступња организације.